# هنري وودز (لاعب كرة قدم)
هنري وودز (بالإنجليزية: Henry Woods)‏ هو لاعب كرة قدم بريطاني في مركز الوسط في نادي دبي سيتي الإماراتي، ولد في 1999. لعب مع نادي غيلينغهام.